# مدرسة فيسبادن الثانوية
مدرسة فيسبادن الثانوية هي مدرسة دولية خاصة تقع في فيسبادن، ألمانيا.

## الروابط الخارجية
1. ↑  Wiesbaden Military Community | Driving Directions [وصلة مكسورة] نسخة محفوظة 15 ديسمبر 2015 على موقع واي باك مشين.

- Wiesbaden High School نسخة محفوظة 19 يوليو 2011 على موقع واي باك مشين.
- Alumni
- General H. H. Arnold High School @ NING 2400 Alumni Members are here